# Épée d'Eta Funayama

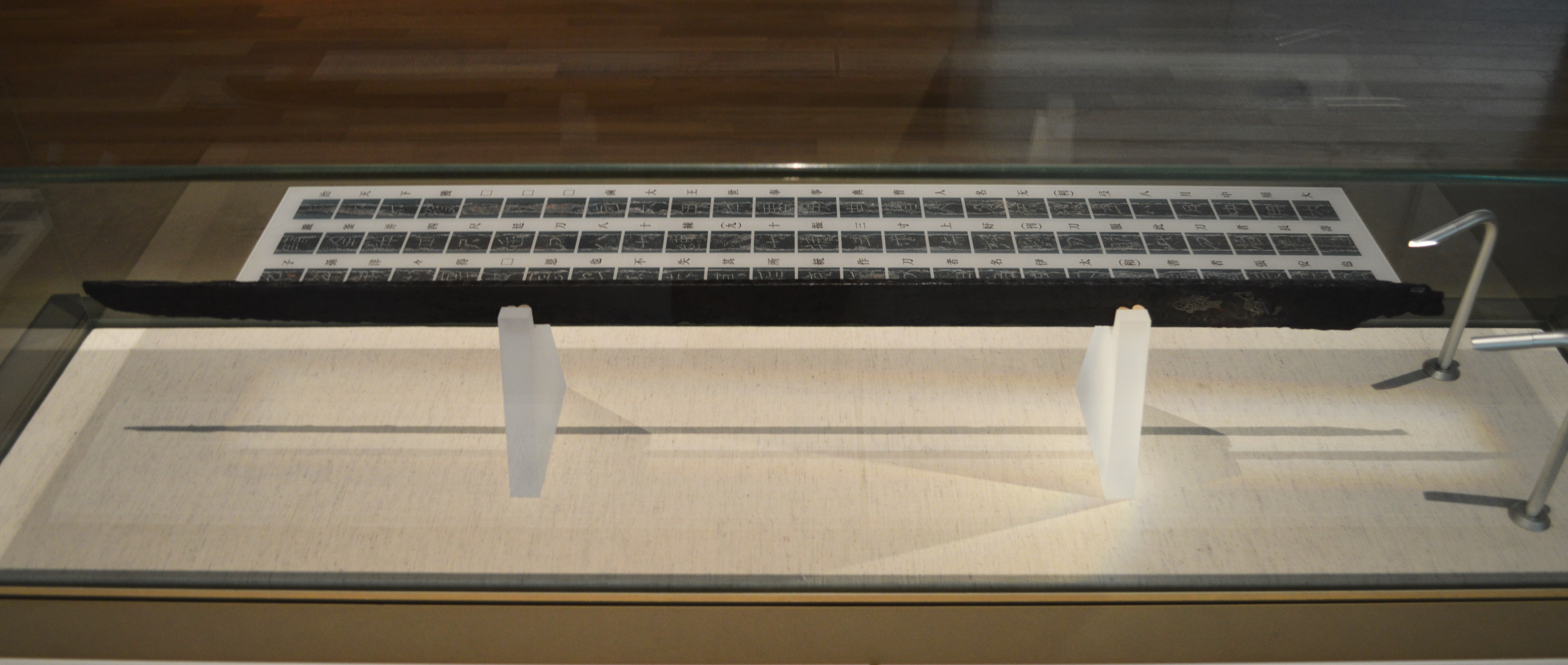
Épée d'Eta Funayama

L'épée du tumulus funéraire d'Eta Funayama (江田船山古墳鉄剣, eta funayama kofun tekken) est une ancienne épée de fer exhumée en 1873 du kofun d'Eta Funayama dans la préfecture de Kumamoto au Japon. L'inscription sur la lame indique que l'épée a été forgée durant le règne de l'empereur Yūryaku au Ve siècle. Les objets funéraires extraits du site d'Eta Funayama, dont cette épée, ont été désignés trésors nationaux du Japon dans la catégorie des matériels archéologiques.

## Inscription
L’inscription originale se présente ainsi :
« 治天下獲□□□鹵大王，奉□典曹人名无□弖，八月中，用大錡釜併四尺廷刀八十練□十捃□寸上□□刀。服此刀者□□子孫注ゝ得其恩也，不失其所統。作刀者名伊太加，書者張安也。 »
« Durant le règne du grand chef Wa[kataki]ru qui dominait la terre, dans le huitième mois un officiel en service du nom de Mu...te a utilisé un grand chaudron et une épée de cour (?) de quatre pieds. Raffinant et sélectionnant le métal de nombreuses fois, ... épée. Celui qui porte cette épée ...; ses descendants obtiendront successivement ses faveurs, et ne perdront pas ce qu'ils contrôlent. Le nom de la personne qui a fait l'épée est Itaka, le texte a été écrit par Zhang An. »
Certaines parties du texte sont désormais illisibles, indiquées ci-dessus avec ce signe □, ce qui le rend difficile à interpréter. Le nom du chef, Wakatakiru, est reconstitué à partir d'éléments fournis par l'épée du tumulus funéraire d'Inariyama.

## Sources
- (en) Christopher Seeley, A History of Writing in Japan, Leiden, Brill Academic Publishers, 1991, 24-25 p. (ISBN 90-04-09081-9, lire en ligne)